# Villevêque
Ne doit pas être confondu avec Ville l'Évêque.
Villevêque est une ancienne commune française située dans le département de Maine-et-Loire, en région Pays de la Loire, devenue le 1er janvier 2019, une commune déléguée de la commune nouvelle de Rives-du-Loir-en-Anjou.

## Géographie

### Localisation
Commune angevine du Baugeois, Villevêque se situe au sud de Soucelles, sur les routes D 192 et D 113, à 14 km d'Angers. Elle se trouve le long de la rivière du Loir, sur sa rive gauche.
Le bourg est dominé par son château, ancienne résidence des évêques d'Angers, dont le domaine surplombe le cours du Loir.

### Communes limitrophes
|           | Soucelles          |       |
| Briollay  | Villevêque         | Corzé |
| Écouflant | Verrières-en-Anjou |       |

### Hydrographie
La commune est bordée au nord et au nord-ouest par la rivière Le Loir. La partie est de la commune est drainée par la Boire du Commun d'Oule et la partie ouest par la Boire Tourte.

## Urbanisme
En 2014, on trouvait 1 147 logements sur la commune de Villevêque, dont 93,3 % étaient des résidences principales, pour une moyenne de 90 % sur le département, et dont 79 % des ménages en étaient propriétaires.

## Toponymie
Origine du nom : la ville de l'évêque, le village ayant été le lieu de villégiature des évêques d'Angers.
Formes anciennes du nom : Pariocha de Villa Episcopi (1259), Ville lévesque (1289), Burgus, castrum de Villa Episcopi (1292), La Paroisse de Vile évesque (1295), Villevêque lors de la création de la commune, Port-du-Loir en guise de nom  révolutionnaire (1793-1795), et depuis Villevêque.
Ses habitants se nomment : Villevêquois.

## Histoire
Le centre de la paroisse est attesté à l'actuel bourg dès le XIe siècle. S'y établit un manoir épiscopal qui devient le domaine de l'évêque (Villa Episcopi, Ville-Evêque). Le fief forme une châtellenie du domaine propre de l'évêché d'Angers.
Au XIIe siècle, le château forme une place forte. Il est par deux fois démantelé par ordre royal, et réédifié par l'évêque de Bueil. Le bâtiment est remanié au XVe siècle.
Les communes de Soucelles et Villevêque se regroupent le 1er janvier 2019 en la commune nouvelle de Rives-du-Loir-en-Anjou.

## Politique et administration

### Administration municipale

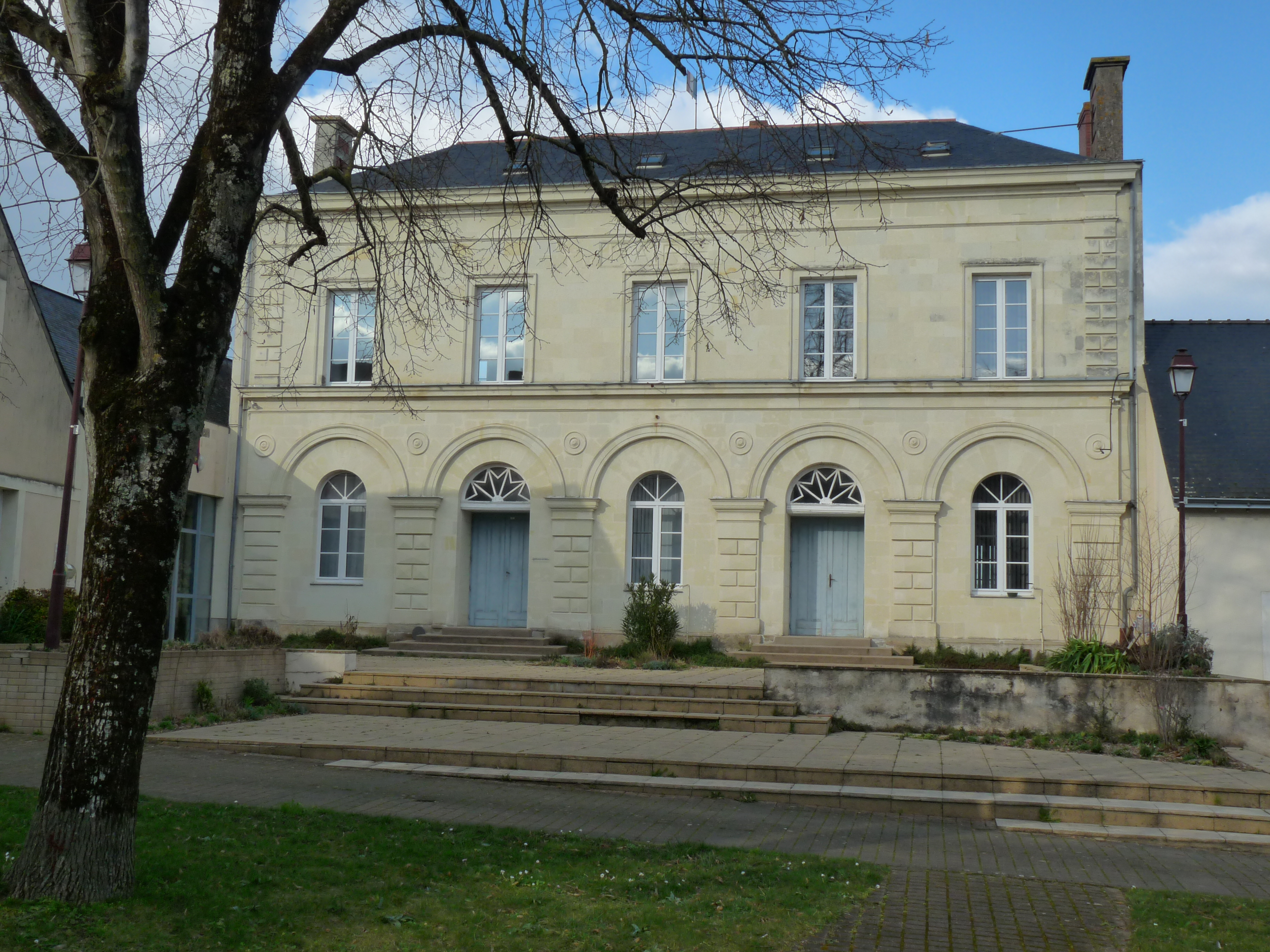
Mairie de Villevêque.

#### Administration actuelle
Depuis le 1er janvier 2019, Villevêque constitue une commune déléguée au sein de la commune nouvelle de Rives-du-Loir-en-Anjou et dispose d'un maire délégué.
| Période      | Période  | Identité      | Étiquette | Qualité |
| ------------ | -------- | ------------- | --------- | ------- |
| janvier 2019 | mai 2020 | Gilles Samson |           |         |
| mai 2020     | en cours | Lydie Bourbon |           |         |

#### Administration ancienne
| Période                                  | Période                   | Identité         | Étiquette | Qualité                                                 |
| ---------------------------------------- | ------------------------- | ---------------- | --------- | ------------------------------------------------------- |
| 1907                                     | 1927                      | Auguste Gaignard |           |                                                         |
| 1929                                     | ?                         | Émile Doublard   |           |                                                         |
| Les données manquantes sont à compléter. |                           |                  |           |                                                         |
| mai 1945                                 | mars 1965                 | Eugène Hamard    | RPF       |                                                         |
| mars 1965                                | mars 1971                 | Maurice Ogier    |           | Retraité                                                |
| mars 1971                                | mars 1977                 | Louis Bédanne    |           | Exploitant agricole                                     |
| mars 1977                                | décembre 1979 (démission) | Maurice Durand   |           | Retraité de la MSA                                      |
| janvier 1980                             | mars 1989                 | Yves Cariou      |           | Ancien adjoint au maire                                 |
| mars 1989                                | mars 2001                 | Bernard Soyer    |           | Arboriculteur                                           |
| mars 2001                                | mars 2014                 | Jeannick Bodin   | DVG       | Retraitée de l'enseignement, ancienne adjointe au maire |
| mars 2014                                | décembre 2018             | Gilles Samson    | PS        | Retraité de la MSA                                      |
| Les données manquantes sont à compléter. |                           |                  |           |                                                         |

### Intercommunalité
La commune était intégrée à la communauté urbaine Angers Loire Métropole, elle-même membre du syndicat mixte Pays Loire-Angers.

### Autres circonscriptions
Jusqu'en 2014, Villevêque fait partie du canton d'Angers-Nord-Est et de l'arrondissement d'Angers. Ce canton compte alors quatre communes et une fraction d'Angers. C'est l'un des quarante-et-un cantons que compte le département ; circonscriptions électorales servant à l'élection des conseillers généraux, membres du conseil général du département. Dans le cadre de la réforme territoriale, un nouveau découpage territorial pour le département de Maine-et-Loire est défini par le décret du 26 février 2014. La commune est alors rattachée au canton d'Angers-6, avec une entrée en vigueur au renouvellement des assemblées départementales de 2015.

## Population et société

### Évolution démographique
L'évolution du nombre d'habitants est connue à travers les recensements de la population effectués dans la commune depuis 1793. Pour les communes de moins de 10 000 habitants, une enquête de recensement portant sur toute la population est réalisée tous les cinq ans, les populations de référence des années intermédiaires étant quant à elles estimées par interpolation ou extrapolation. Pour la commune, le premier recensement exhaustif entrant dans le cadre du nouveau dispositif a été réalisé en 2008.

En 2016, la commune comptait 2 943 habitants, en évolution de +3,23 % par rapport à 2010 (Maine-et-Loire : +2,12 %, France hors Mayotte : +2,11 %).
| 1793  | 1800  | 1806  | 1821  | 1831  | 1836  | 1841  | 1846  | 1851  |
| ----- | ----- | ----- | ----- | ----- | ----- | ----- | ----- | ----- |
| 1 663 | 1 389 | 1 624 | 1 637 | 1 743 | 1 740 | 1 769 | 1 769 | 1 717 |

| 1856  | 1861  | 1866  | 1872  | 1876  | 1881  | 1886  | 1891  | 1896  |
| ----- | ----- | ----- | ----- | ----- | ----- | ----- | ----- | ----- |
| 1 668 | 1 696 | 1 686 | 1 520 | 1 526 | 1 594 | 1 675 | 1 671 | 1 618 |

| 1901  | 1906  | 1911  | 1921  | 1926  | 1931  | 1936  | 1946  | 1954  |
| ----- | ----- | ----- | ----- | ----- | ----- | ----- | ----- | ----- |
| 1 526 | 1 587 | 1 448 | 1 297 | 1 319 | 1 326 | 1 341 | 1 266 | 1 306 |

| 1962  | 1968  | 1975  | 1982  | 1990  | 1999  | 2006  | 2008  | 2013  |
| ----- | ----- | ----- | ----- | ----- | ----- | ----- | ----- | ----- |
| 1 330 | 1 317 | 1 701 | 2 207 | 2 432 | 2 607 | 2 722 | 2 754 | 2 870 |

| 2016  | - | - | - | - | - | - | - | - |
| ----- | - | - | - | - | - | - | - | - |
| 2 943 | - | - | - | - | - | - | - | - |

### Pyramide des âges
Le taux de personnes d'un âge supérieur à 60 ans (24,4 %) est identique au taux national (24,4 %) et au taux départemental (24 %).
À l'instar des répartitions nationale et départementale, la population féminine de la commune est supérieure à la population masculine. Le taux (51,7 %) est du même ordre de grandeur que le taux national (51,9 %).
La répartition de la population de la commune par tranches d'âge est, en 2014, la suivante :
- 48,3 % d’hommes (0 à 14 ans = 21,8 %, 15 à 29 ans = 14,6 %, 30 à 44 ans = 18,6 %, 45 à 59 ans = 21,9 %, plus de 60 ans = 23,1 %) ;
- 51,7 % de femmes (0 à 14 ans = 20,5 %, 15 à 29 ans = 13,2 %, 30 à 44 ans = 20,1 %, 45 à 59 ans = 20,5 %, plus de 60 ans = 25,7 %).

| Hommes | Classe d’âge | Femmes |
| ------ | ------------ | ------ |
| 0,3    | 90 ans ou +  | 1,6    |
| 6,1    | 75 à 89 ans  | 8,7    |
| 16,7   | 60 à 74 ans  | 15,4   |
| 21,9   | 45 à 59 ans  | 20,5   |
| 18,6   | 30 à 44 ans  | 20,1   |
| 14,6   | 15 à 29 ans  | 13,2   |
| 21,8   | 0 à 14 ans   | 20,5   |

| Hommes | Classe d’âge | Femmes |
| ------ | ------------ | ------ |
| 0,7    | 90 ans ou +  | 1,7    |
| 6,8    | 75 à 89 ans  | 9,7    |
| 14,1   | 60 à 74 ans  | 14,8   |
| 19,5   | 45 à 59 ans  | 18,9   |
| 19,4   | 30 à 44 ans  | 18,2   |
| 18,8   | 15 à 29 ans  | 17,8   |
| 20,8   | 0 à 14 ans   | 18,9   |

### Vie locale
Le salon Nov’Art propose chaque été de découvrir les principaux sites de la ville par un parcours consacré à l'art contemporain, avec l'exposition d'œuvres de nombreux artistes. 2015 en a été sa 33e édition,.
Tous les premiers dimanches de septembre, Villevêque organise son triathlon. La 26e édition s'est déroulée en 2016.

## Économie

### Revenus de la population et fiscalité
Le revenu fiscal médian par ménage était en 2014 de 21 790 €, pour une moyenne sur le département de 19 690 €.
En 2014, 62 % des foyers fiscaux étaient imposables, pour 53 % sur le département.

### Tissu économique
Sur 212 établissements présents sur la commune à fin 2015, 14,2 % relevaient du secteur de l'agriculture (pour une moyenne de 11 % sur le département), 6,1 % du secteur de l'industrie, 10,4 % du secteur de la construction, 59 % de celui du commerce et des services et 10,4 % du secteur de l'administration et de la santé.

### Tourisme
On trouve sur les bords du Loir un espace de pique-nique, un espace de baignade, comportant une plage, et une aire d'accueil pour les camping-cars. Les abords de la rivière sont également le point de départ de sentiers de randonnée, au cœur des basses vallées angevines.
Le moulin a été rénové avec l'adjonction d'une passerelle et d'un parcours éducatif sur la production d'électricité.

## Culture locale et patrimoine

### Lieux et monuments

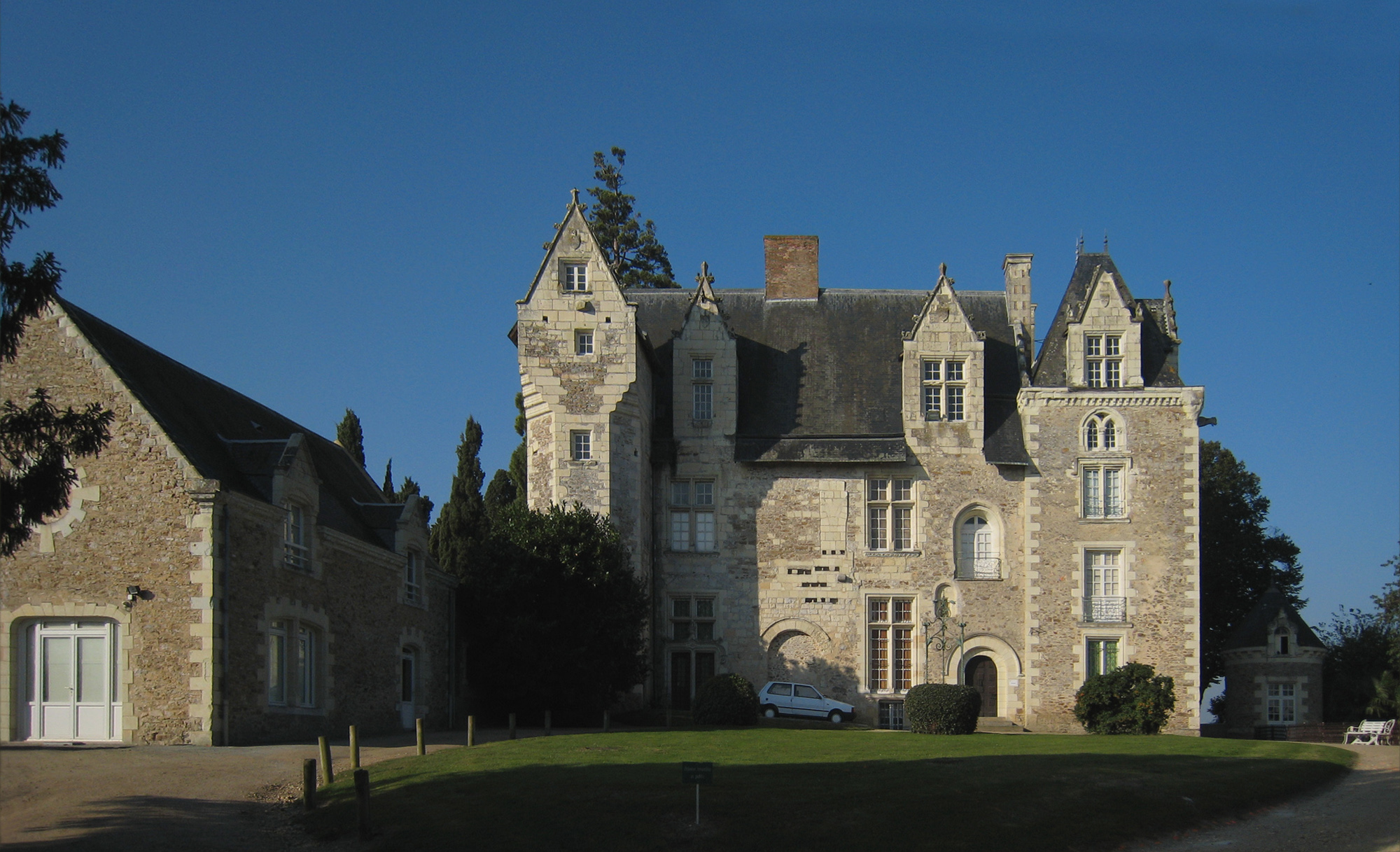
Château de Villevêque.

- Le château de Villevêque[32] : C'est une maison forte qui fut la résidence épiscopale des évêques d'Angers. Hubert de Vendôme, évêque d'Angers mentionne cette résidence épiscopale dès 1025. En 1317, Guillaume Le Maire évêque d'Angers y prête serment au roi de France Philippe V. En 1428, Yolande d'Aragon donne mille écus à l'évêque Hardouin de Bueil pour reconstruire un nouveau logis. Jean de Beauvau, évêque d'Angers, fait reconstruire entièrement l'édifice entre 1448 et 1465. En 1791, le château de Villevêque est vendu comme bien national. Le domaine va revenir à une succession de propriétaires privés. En 2003, la ville d'Angers reçoit, par legs de son dernier propriétaire et donateur, monsieur Daniel Duclaux, le château de Villevêque et la collection d'objets d'art qu'il contient. La même année, est ouvert au public, le musée-château de Villevêque, rattaché au musée des beaux-arts d'Angers. Dans le musée-château de Villevêque sont exposés la collection particulière de l'ancien propriétaire des lieux.
- L'église Saint-Pierre, construction du XIe au XVIIe siècle, et le presbytère, construction des XVIe et XVIIIe siècles[33].

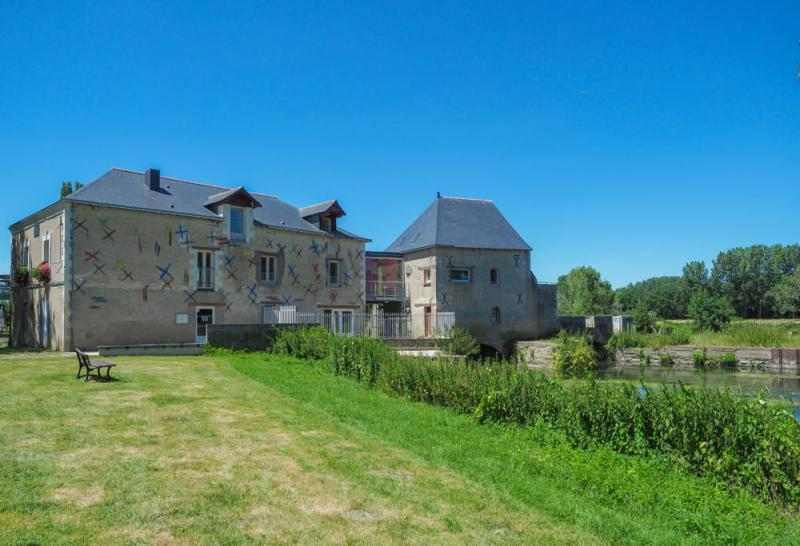
Le moulin de Froment, sur la rive du Loir.

- Les moulins de Villevêque : En 1292, mention de bâtiments en pierre, qui remplacent une édification en bois. Au XVe siècle, présence de trois moulins dépendant du domaine propre de l'Évêché[11] : le moulin de froment[34], le grand moulin, nommé ainsi car possédant deux roues et situé à proximité d'une porte marinière aujourd'hui disparue, le moulin de guichet, à l'emplacement du port actuel et détruit depuis. Dès 1384, il est fait mention dans les archives d'un moulin à foulon, dit aussi moulin à fouler drap (de fouler des draps, dégraisser puis feutrer). On trouve également mention dans les actes de propriété d'un moulin à papier. Une meule à papier est actuellement encastrée dans le mur de clôture devant l'entrée du grand moulin. 
Au milieu du XIXe siècle, on y compte trois moulins[35]. Le moulin de guichet est acquis par la municipalité en 1855 pour établir un port (actuel port), un lavoir (disparu) et un abreuvoir ; moulin détruit en 1862. Principalement céréaliers, les moulins de Villevêque produisent dès l'origine de la farine de céréales (seigle et de blé). La production d'huile intervient dès l'origine des moulins et jusque vers 1930, en particulier le lin. Le botaniste Ernest Préaubert y remarque la présence d'une plante adventice d'origine russe, le Chenopodium ficifolium, et en précise la raison : « Ce moulin hydraulique fabrique de l'huile de lin avec des graines de diverses provenance qu'est issue cette chénopode étrangère poussée au milieu des déchets de fabrication »[36]. L'utilisation du moulin de froment comme moulin à moudre s'arrête avant la Seconde Guerre mondiale. Le moulin devient une habitation. Entre 1993 et 1995, il est de nouveau exploité par la société Le moulin de Villevêque , puis la commune en fait l'acquisition en 1998 en vue de disposer d'une salle de réception[37]. Des travaux sont effectués à partir de 2008 : restauration de la roue pour produire de l'électricité et aménagement de la grande salle à l'étage[38].

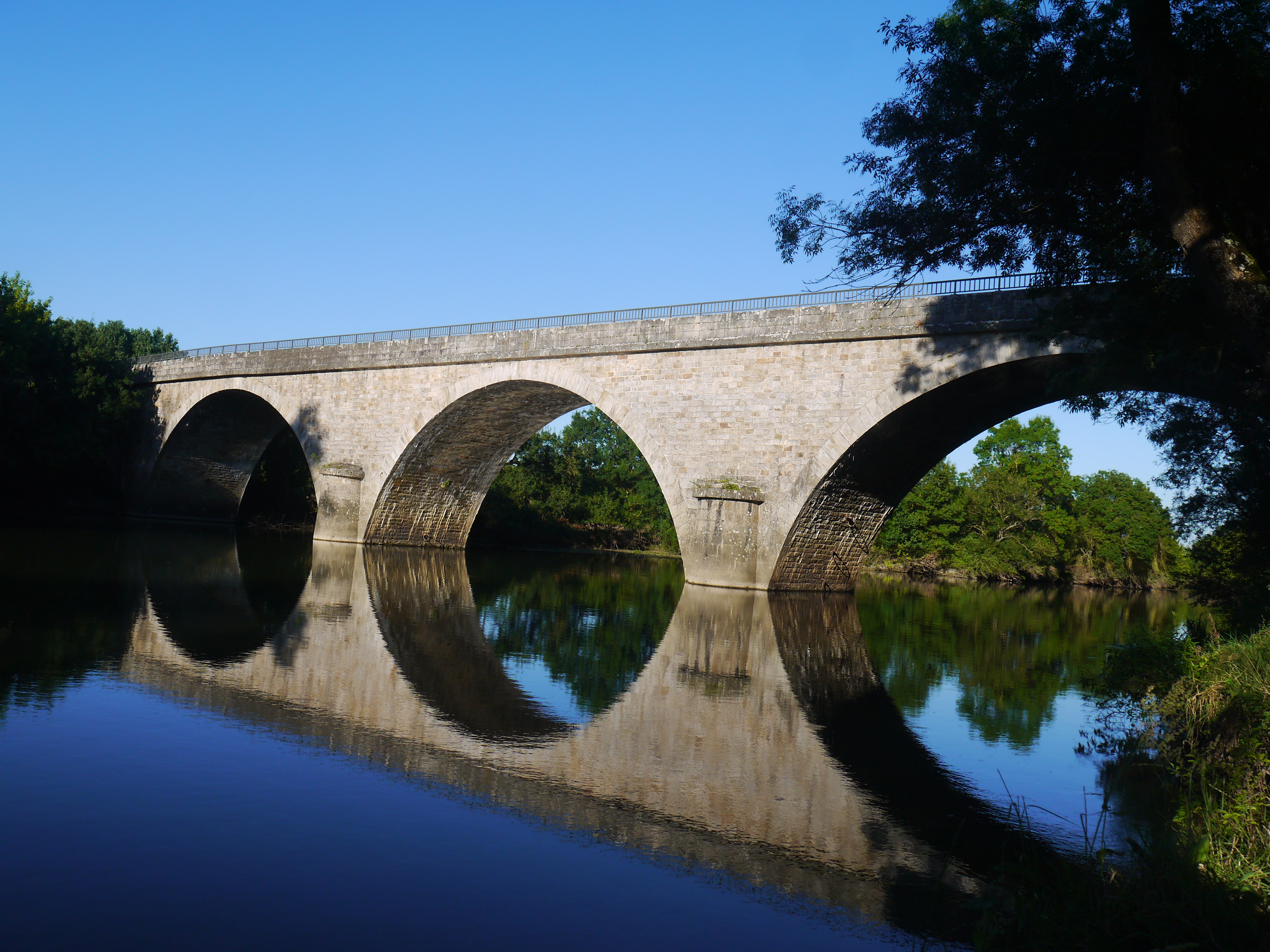
Le Loir à Villevêque.

### Personnalités liées à la commune
- Georges Hamard (1894-1961), sculpteur né dans la commune, lauréat du prix de Rome en 1922.
- Jean-Luc Perrier (1945-1981), pionnier des énergies solaires et hydrogène, a construit un héliostat de 50 kW chez lui à Villevêque.